# Irina Nikolajewna Bugrimowa

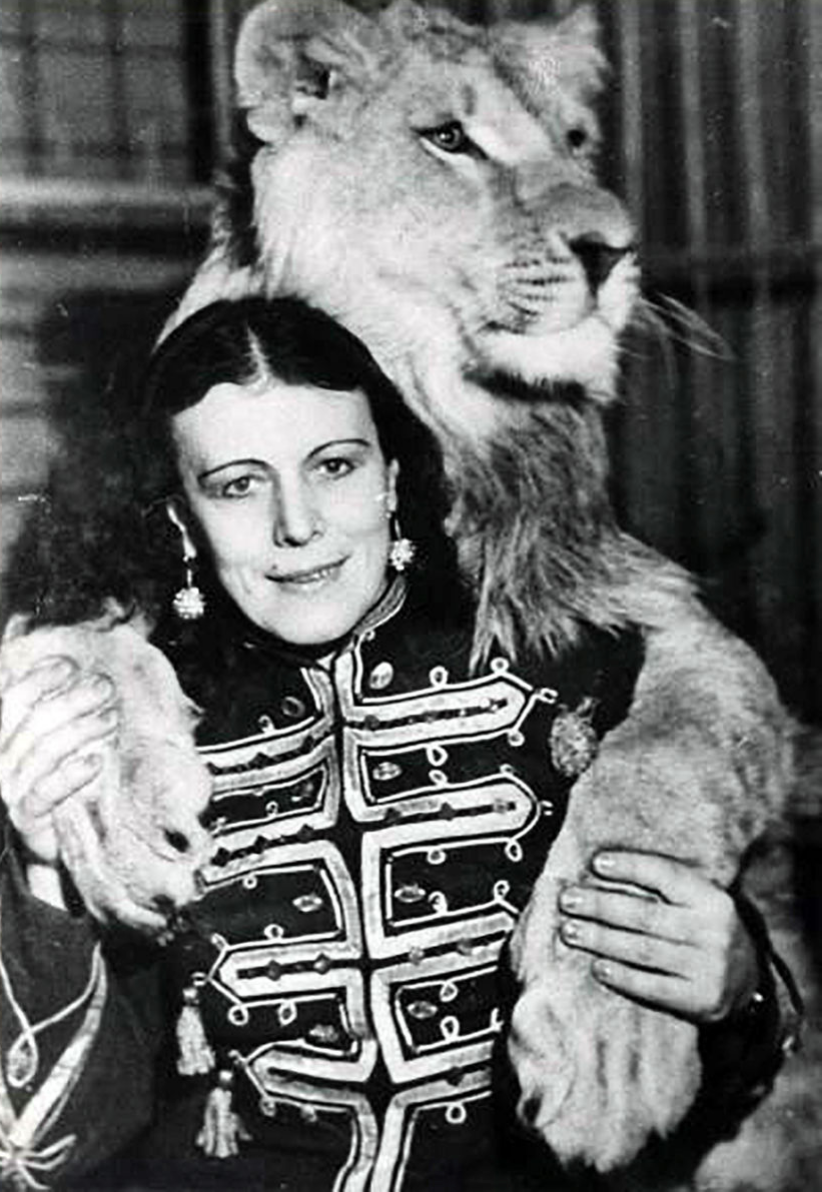
Irina Bugrimova mit einem jungen Löwen (um 1955)

Irina Nikolajewna Bugrimowa (russisch Ирина Николаевна Бугримова; * 28. Februarjul. / 13. März 1910greg. in Charkow; † 20. Februar 2001 in Moskau) war eine sowjetische bzw. russische Akrobatin und die erste sowjetische Dompteuse, bekannt auch unter dem Pseudonym Buslajewa.

## Leben
Bugrimowas Vater war Professor der Tiermedizin und Tierarzt. Die Mutter war adliger Herkunft, hatte eine Musikausbildung erhalten, spielte gut Klavier, zeichnete und begeisterte sich für die Fotokunst. Ab sieben Jahren  besuchte Bugrimowa die Musikschule und das Ballettstudio beim Charkower Opern-Ensemble.
Später begeisterte sich Bugrimowa für den Sport. Sie betrieb Leichtathletik einschließlich Speer- und Diskuswurf, sie tauchte, lief Schlittschuh, spielte Russisch-Hockey und fuhr Motorradrennen. Sie wurde 1927 Kugelstoßmeisterin und 1928 Diskuswurfmeiterin der Ukrainischen Sozialistischen Sowjetrepublik. Beim Motorradsport lernte sie den Motorradrennfahrer Alexander Buslajew kennen, den sie 1931 heiratete.
Von 1926 bis 1928 absolvierte Bugrimowa die Charkower handels- und Industrieschule.
Ihre artistische Tätigkeit im Zirkus begann Bugrimowa 1930. Mit der Nummer Flug auf dem Schlitten unter der Zirkuskuppel trat sie 1931 zusammen mit ihrem Mann Alexander Buslajew auf. Die Nummer war sehr erfolgreich und wurde bis 1937 gezeigt - Sie war jedoch nicht zufrieden mit der Nummer und bereitete daneben eine Nummer der Hohen Schule des Reitens vor.
Als der Eventmanager Alexander Dankman auf der Suche nach einer Dompteuse für die Zirkusarena 1937 Bugrimowa ansprach, erklärte sie sich bereit und entwickelte eine Nummer mit Leoparden, die speziell für sie gekauft wurden.
Nach dem Deutschen Angriffskrieg gegen die Sowjetunion begann Bugrimowa eine eigene Karriere. Ihr Ziel war eine Nummer mit dem König der Tiere. Sie erhielt drei Löwenjunge, die sie Gaius, Iulius und Caesar nannte. Sie dressierte dann Löwen von 1946 bis 1976. Da es keine entwickelten Methoden für die Dressur von Löwen gab, arbeitete sie intuitiv. Sie wurde 1951 Mitglied der KPdSU. Sie hatte sich 1947 von ihrem Mann getrennt.
Mit ihrer Löwennummer tourte Bugrimowa durch den Iran, Polen, die Tschechoslowakei, Bulgarien, die DDR, Mexiko und Japan. In ihrer Performance liefen Löwen auf einem Seil, schwangen mit der Dompteuse auf einer Schaukel unter der Zirkuskuppel, fuhren auf dem Motorrad mit, liefen vor dem Motorrad und sprangen durch ein Feuerrad. Zu Belohnung erhielten sie Fleischstücke von Mund zu Mund. Zu ihrer Tiergruppe gehörten 80 Löwen, 8 Pferde und 12 Haushunde.
Während einer Performance in Lemberg 1976 gehorchten Löwen nicht und griffen Bugrimowa direkt an. Ihre Assistentinnen wehrten die Löwen ab, aber Bugrimowa trat nun nicht mehr auf.
Bugrimowa war Vorsitzende des Rats der Veteranen der Russischen Staatlichen ZirkusKompanie und Mitglied des Präsidiums des Zentralhauses der Kunstarbeiter und der Tierschutzgesellschaft.
Im Foyer des Großen Moskauer Staatszirkus wurde 2000 die Allee der Sterne des russischen Zirkus angelegt mit dem ersten Stern für Bugrimowa. Am selben Tag wurde ihr Geburtstag im Zentralhaus der Kunstarbeiter gefeiert.
Bugrimowa war in 2. Ehe mit dem Zirkusakrobaten Konstantin Arkadjewitsch Parmakjan verheiratet. Sie starb am 20. Februar an einem Herzinfarkt in Moskau und wurde auf dem Friedhof Trojekurowo begraben.

## Ehrungen, Preise

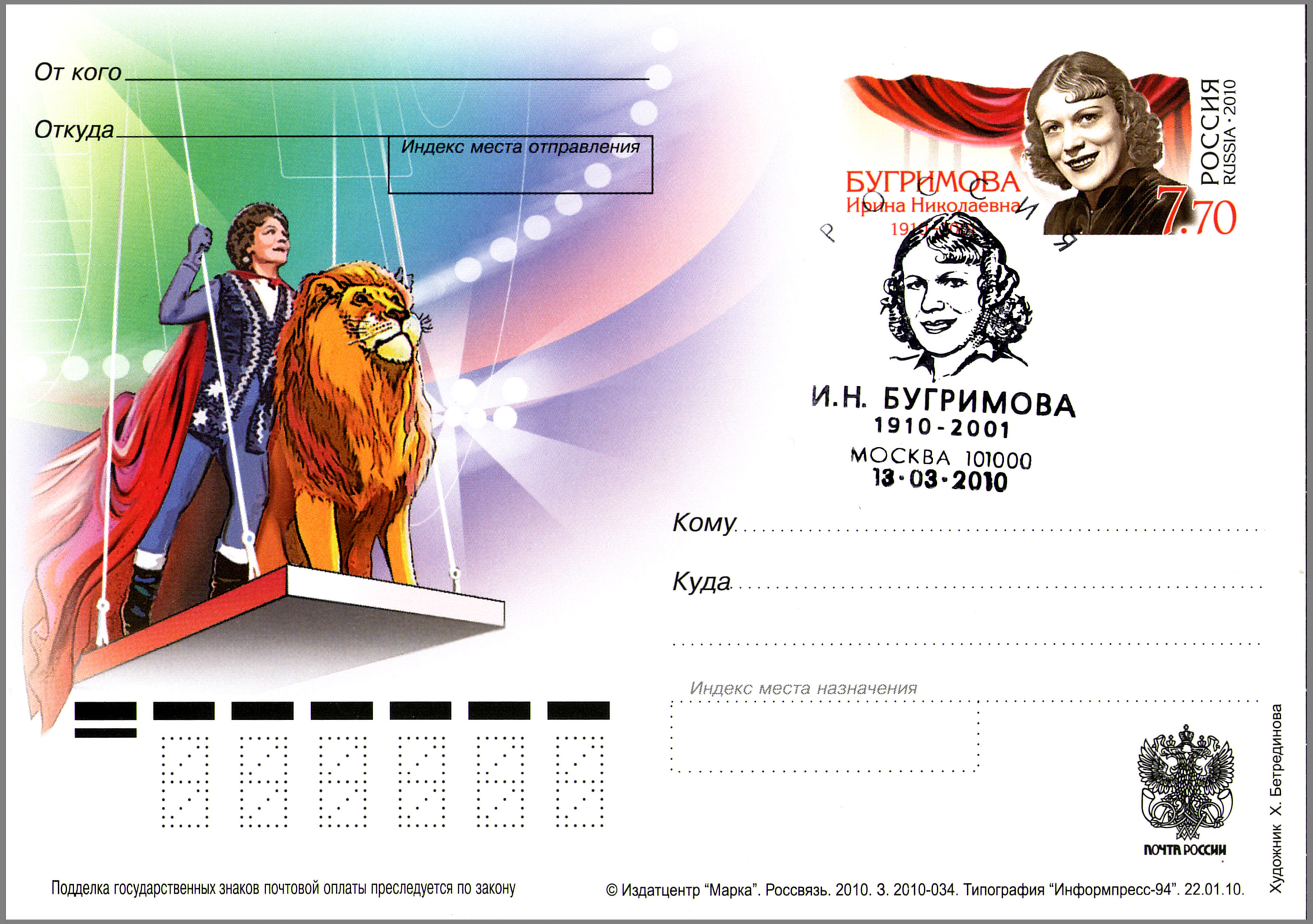
Postkarte der Potschta Rossii zu Bugrimowas 100. Geburtstag

- Ehrenzeichen der Sowjetunion (1939)
- Verdiente Künstlerin der RSFSR (1942)
- Volkskünstlerin der RSFSR (1958)
- Orden des Roten Banners der Arbeit (1967)
- Volkskünstlerin der UdSSR (1969)[2]
- Heldin der sozialistischen Arbeit (1979)[2]
- Leninorden (1979)[2]
- Orden der Völkerfreundschaft (1990)[9]
- Verdienstorden für das Vaterland IV. Klasse (1994),[10] III. Klasse (2000)[11]